# Facing Down Under – Die Doku eines Backpackers
Facing Down Under – Die Doku eines Backpackers ist ein deutscher Dokumentarfilm von Chris Hartung aus dem Jahr 2021. Der Film dokumentiert Hartungs erste Backpacking-Reise als 19-jähriger nach bestandenem Abitur nach Australien. Im Rahmen des Filmfestivals TRAVEL FILM International Film Festival, das im März 2021 in Moskau stattfand, gewann der Film den ersten Preis in der Kategorie „Best Cinematography“ („Beste Kamera“).

## Handlung
Der aus Bielefeld stammende Chris Hartung begab sich 2019 auf seine erste Rucksackreise für ein Work & Travel-Jahr nach Australien. Mit einem Freund aus seiner Schule begann er das Auslandsjahr in Sydney, wo er die ersten Wochen in Hostels verbrachte, anschließend in eine große Wohngemeinschaft zog und Arbeit vor Ort fand. Schnell stellte sich heraus, dass Chris und sein Freund unterschiedliche Pläne für die Zeit in Australien verfolgten, weswegen sie sich dazu entschieden, getrennte Wege zu gehen.
Daraufhin entschied sich Chris, sich seinem eigentlichen Ziel zu widmen: der Erkundung des australischen Kontinents. Er kaufte sich einen Geländewagen mit eingebautem Bett und begann seine Reise in den Westen Australiens, welche mit der Arbeit als Farmhelfer in der Stadt Mildura fortgesetzt wurde. Der Film handelt hauptsächlich von dem darauffolgenden Teil der Reise und Hartungs Begegnungen, Erlebnissen und seinen Gedanken auf der Reise.
Der Höhepunkt des Filmes findet statt, als Chris in der Neujahrsnacht verprügelt wird. Trotz dieser Umstände und der finanziellen Not entscheidet sich Chris, seine Reise fortzusetzen. Der Film endet mit dem Eintreten der globalen Corona-Pandemie, die Chris durch die Schließung innerstaatlicher Grenzen dazu zwingt, seine Reise zu beenden und nach Deutschland zurückzukehren.

## Produktion
Chris plante zu Beginn seiner Reise noch nicht, einen Dokumentarfilm aus seinen Aufnahmen zu produzieren. Die Idee entstand erst nach einigen Monaten, nachdem er seine Reise als sehr prägend empfunden hatte und andere Menschen seiner Altersgruppe zum Reisen inspirieren wollte. Auf seiner siebenmonatigen Reise sammelte er rund 30.000 Videoaufnahmen mit seiner Amateur-Ausrüstung und schnitt aus ihnen einen 84-minütigen Film, der sowohl in deutscher als auch englischer Sprache vertont wurde.

## Auszeichnungen
- TRAVEL FILM International Film Festival 2021: Auszeichnung in der Kategorie Best Cinematography[9]

## Belege
1. ↑  Facing Down Under (Memento vom 13. April 2021 im Internet Archive) Offizielle Seite zum Film. Abgerufen am 12. April 2021.
2. ↑  Facing Down Under (Memento vom 13. April 2021 im Internet Archive) Offizielle Seite zum Film. Abgerufen am 12. April 2021.
3. ↑  International Film Festival "TRAVEL FILM in Russian", Festival-Webseite, abgerufen am 4. April 2021.
4. ↑  Die Freiheit gesucht und gefunden. Westfalen-Blatt. Abgerufen am 4. April 2021.
5. ↑  Film summary. (Memento vom 13. April 2021 im Internet Archive) Modul21 Webseite. Abgerufen am 9. April 2021.
6. ↑  Film summary. (Memento vom 13. April 2021 im Internet Archive) Modul21 Webseite. Abgerufen am 9. April 2021.
7. ↑  Die Freiheit gesucht und gefunden. Westfalen-Blatt. Abgerufen am 4. April 2021.
8. ↑  Facing Down Under (Memento vom 13. April 2021 im Internet Archive) Offizielle Seite zum Film. Abgerufen am 12. April 2021.
9. ↑  International Film Festival "TRAVEL FILM in Russian" Festival-Webseite. Abgerufen am 4. April 2021.